# Yōji Mutō
Yōji Mutō (japanisch 武藤 容治 Mutō Yōji; * 18. Oktober 1955 in Gifu, Gifu) ist ein japanischer Politiker, Mitglied des Abgeordnetenhauses, dem Unterhaus der Nationalversammlung, für den 3. Wahlkreis Gifu und seit 2024 japanischer Minister für Wirtschaft und Industrie (englische Bezeichnung Minister für Wirtschaft, Handel und Industrie). Er gehört der Liberaldemokratischen Partei (LDP) und darin der Asō-Faktion an.
Yōji Mutō, der Sohn von Ex-Außenminister Kabun Mutō (LDP, zuletzt Kamei-Faktion, Wahlkreis Gifu 3), Enkel des Bürgermeisters von Kakamigahara und Nationalabgeordneten Kaichi Mutō (u. a. LP, Mehrmandatswahlkreis Gifu 1) und Urenkel des Gouverneurs von Gifu und Nationalabgeordneten Kamon Mutō (u. a. Minseitō, Wahlkreis Gifu-Land), absolvierte nach dem Abschluss der angeschlossenen Oberschule ein Studium an der Keiō-Universität. Danach wurde er Mitarbeiter von Fuji shashin film (heute Fujifilm Holdings). Nach zehn Jahren verließ er das Unternehmen und war unter für das Unternehmen Mutōka shōji in Gifu, im Jungunternehmerverband (seinen kaigisho) Gifu, während dieser Minister für Handel & Industrie (englischer Minister für internationalen Handel und Industrie) war, als Sekretär seines Vaters, und für den nationalen Jungunternehmervand (die englische Junior Chamber International Japan) tätig. 1996 wurde er Vorstandsvorsitzender von Mutōka shōji, 2003 Direktor bei der Düngemittelhandelsgenossenschaft Gifu, 2004 übernahm er die Leitung des Brauereiunternhemens Kikugawa (heute Hishino).
Nachdem sein Vater 2005 seinen Rückzug erklärt hatte, wechselte Mutō in die aktive Politik, übernahm bei der Abgeordnetenhauswahl 2005 die LDP-Kandidatur im Wahlkreis Gifu 3 und sich gegen den Demokraten Yasuhiro Sonoda durch. Anschließend schloss er sich der Asō-Faktion an. Bei der LDP-Erdrutschniederlage 2009 unterlag er Sonoda deutlich und schied aus dem Abgeordnetenhaus aus. 2012 gewann er den Sitz mit absoluter Mehrheit zurück und konnte ihn seither bis einschließlich 2024 viermal in Folge verteidigen. Für das umgebildete zweite Kabinett Abe wurde er 2014 „politischer Sekretär“ (englischer parlamentarischer Vizeminister u. v. m.) im Ministerium für allgemeine Angelegenheiten (dem englischen Ministerium für innere Angelegenheiten und Kommunikation), für das 1. umgebildete dritte Kabinett Abe 2015 „Vizeminister“ (englischer Staatsminister u. v. m.) im Außenministerium. Von 2017 bis 2018 (Abe III (3. Umbildung) & Abe IV) war er „Vizeminister“ im Ministerium für Wirtschaft & Industrie.
2024 berief ihn Shigeru Ishiba als Wirtschaftsminister und Minister beim Kabinettsamt für besondere Aufgaben (englischer Staatsminister u. v. m.), namentlich Reaktorrückbau & Atomkraftentschädigungen, erstmals in ein Kabinett.